# Tricholaba similis
Tricholaba similis är en tvåvingeart som beskrevs av Rubsaamen 1917. Tricholaba similis ingår i släktet Tricholaba och familjen gallmyggor. Inga underarter finns listade i Catalogue of Life.